# Dernières Chansons
 (octobre 2017).
Si vous disposez d'ouvrages ou d'articles de référence ou si vous connaissez des sites web de qualité traitant du thème abordé ici, merci de compléter l'article en donnant les références utiles à sa vérifiabilité et en les liant à la section « Notes et références ».
Albums de Jean Bertola
Le Patrimoine de Brassens
(1985)
Les dernières chansons inédites de Brassens est un album de l'auteur-compositeur-interprète français Jean Bertola qui rend hommage, à titre posthume, à Georges Brassens, dont il était un proche et son secrétaire artistique.
Bertola y interprète 17 chansons que l'auteur a écrites et composées mais n'a pas eu le temps d'enregistrer.
Paru initialement chez Philips, en 1982 en un double-album vinyle, il est réédité en CD, en 1991 et, également, intégré au coffret compilation 12 CD J'ai rendez-vous avec vous (intégrale édition 91).
La version de La Visite, enregistrée par Georges Brassens en juillet 1976 à son domicile parisien, rue Santos-Dumont, figure dans l'intégrale sortie en 1991 chez Philips (848 944-2 / disque 8).

## Liste des titres
Toutes les chansons sont écrites et composées par Georges Brassens.
| 1.    | Quand les cons sont braves                  | 2:57 |
| 2.    | Méchante avec de jolis seins                | 3:08 |
| 3.    | Dieu s'il existe                            | 3:36 |
| 4.    | Le Vieux Normand                            | 3:54 |
| 5.    | Le Passéiste                                | 2:35 |
| 6.    | Ceux qui ne pensent pas comme nous          | 3:42 |
| 7.    | La Visite                                   | 2:58 |
| 8.    | La Nymphomane                               | 3:56 |
| 9.    | Clairette et la fourmi                      | 2:57 |
| 10.   | Entre la rue Didot et la rue de Vanves      | 5:00 |
| 11.   | L'Andropause                                | 6:38 |
| 12.   | Entre l'Espagne et L'Italie                 | 2:00 |
| 13.   | La Maîtresse d'école                        | 3:18 |
| 14.   | Ce n'est pas tout d'être mon père           | 3:40 |
| 15.   | Le Sceptique                                | 4:16 |
| 16.   | Retouches à un roman d'amour de quatre sous | 3:20 |
| 17.   | Le Pêcheur                                  | 2:41 |
| 60:36 |                                             |      |

## Crédits
| - Jean Bertola : chant - Pierre Nicolas : contrebasse - Christian Garros : batterie - Gérard Niobey, Joël Favreau : guitares - Maurice Vander : piano | - Arrangements, direction d'orchestre : Jean Bertola - Direction artistique : Jean-Pierre Hébrard - Ingénierie : Paul Houdebine - Ingénierie (assistant) : Marc Repingon - Livret d'album : André Tillieu, Jean Bertola, Pierre Onteniente, Jacques Caillart - Photographie : Julien Quideau (L'Express), Jean Bonzon (Phonogram), Raymond Bounon (3e de couverture) Studio Rousset - Design : Antonietti, Pascault & Associés |